# Khānsār (kommunhuvudort i Iran)
Khvānsār (persiska: خوانسار) är en kommunhuvudort i Iran.   Den ligger i provinsen Esfahan, i den centrala delen av landet, 290 km söder om huvudstaden Teheran. Khvānsār ligger 2 230 meter över havet och antalet invånare är 21 146.
Terrängen runt Khvānsār är huvudsakligen kuperad, men söderut är den bergig.Runt Khvānsār är det ganska glesbefolkat, med 48 invånare per kvadratkilometer. Det finns inga andra samhällen i närheten. Trakten runt Khvānsār består i huvudsak av gräsmarker.